# Piz Surparé
Piz Surparé är en bergstopp i Schweiz.   Den ligger i regionen Albula och kantonen Graubünden, i den östra delen av landet, 170 km öster om huvudstaden Bern. Toppen på Piz Surparé är 3 078 meter över havet, eller 240 meter över den omgivande terrängen. Bredden vid basen är 2,5 km.
Terrängen runt Piz Surparé är bergig åt sydost, men åt nordväst är den kuperad. Runt Piz Surparé är det mycket glesbefolkat, med 2 invånare per kvadratkilometer.. Närmaste större samhälle är St. Moritz, 19,0 km öster om Piz Surparé. 
Trakten runt Piz Surparé består i huvudsak av gräsmarker.